# Chotomów (gromada)
Chotomów – dawna gromada, czyli najmniejsza jednostka podziału terytorialnego Polskiej Rzeczypospolitej Ludowej w latach 1954–1972.
Gromady, z gromadzkimi radami narodowymi (GRN) jako organami władzy najniższego stopnia na wsi, funkcjonowały od reformy reorganizującej administrację wiejską przeprowadzonej jesienią 1954 do momentu ich zniesienia z dniem 1 stycznia 1973, tym samym wypierając organizację gminną w latach 1954–1972.
Gromadę Chotomów z siedzibą GRN w Chotomowie utworzono – jako jedną z 8759 gromad na obszarze Polski – w powiecie nowodworskim w woj. warszawskim, na mocy uchwały nr VI/10/9/54 WRN w Warszawie z dnia 5 października 1954. W skład jednostki weszły obszary dotychczasowych gromad Chotomów i Rajszew ze zniesionej gminy Jabłonna, obszar dotychczasowej gromady Dąbrowa Chotomowska ze zniesionej gminy Skrzeszew oraz obszar dotychczasowej gromady Olszewnica Stara ze zniesionej gminy Janówek w tymże powiecie. Dla gromady ustalono 19 członków gromadzkiej rady narodowej.
31 grudnia 1959 1 stycznia 1960 z gromady Chotomów wyłączono (a) wieś Dąbrowa Chotomowska, włączając ją do gromady Skrzeszew gromady Jabłonna oraz (b) wieś Olszewnica Stara, włączając ją do gromady Janówek w tymże powiecie, po czym gromadę Chotomów zniesiono a jej (pozostały) obszar (a więc z wsią Dąbrowa Chotomowska) włączono do gromady Jabłonna tamże (podkreślone i wykreślone zmiany retroaktywnie określone uchwałami z 25 lutego 1960).